# Majid Rahnema
Majid Rahnema, né le 9 décembre 1924 à Téhéran et mort le 14 avril 2015 à Bron, est un diplomate, économiste et homme politique iranien. Il travaille sur les problèmes de la pauvreté et les processus de production de la misère par l’économie de marché.

## Biographie
En tant qu'ambassadeur, il a représenté l'Iran aux Nations unies de 1957 à 1971. Il a été commissaire des Nations unies au Rwanda et au Burundi en 1959, pour les élections et le référendum qui ont conduit ces pays à l’indépendance. Il a également été membre du conseil de l'université des Nations unies de 1974 à 1978, et également représentant-résident de l’ONU au Mali.
Entre 1967 et 1971, il est ministre des Sciences et de l'enseignement supérieur en Iran. En 1971, il crée l'Institut d'études du développement endogène, inspiré des idées éducatives de Paulo Freire, pour entamer un projet de développement de base avec les paysans du Lorestan.
Après sa retraite en 1985, il enseigne à l'Université de Californie à Berkeley durant six ans, puis, à partir de 1993, au Claremont Colleges de Pitzer. Il s'établit ensuite en France, où il enseigne à l'Université américaine de Paris.
Ses nombreuses activités diplomatiques dans le tiers monde l'amènent à réfléchir sur le développement, et plus particulièrement sur la pauvreté. Il en vient à distinguer la « pauvreté » (mode de vie basée sur la sobriété, qui peut être volontaire cf. simplicité volontaire) de la « misère » (impossibilité d'accéder à des moyens de subsistance). Cette réflexion de vingt ans aboutira à la publication de son ouvrage Quand la misère chasse la pauvreté (2003). Dans cet ouvrage, il résume ainsi son approche : La propagation généralisée de la misère et de l'indigence est un scandale social  évidemment inadmissible, surtout dans des sociétés parfaitement à même de l'éviter. Et la révolte viscérale qu'elle suscite en chacun de nous est  tout à fait compréhensible et justifiée. Mais ce n'est pas en augmentant la puissance de  la machine à créer des biens et des produits matériels que ce scandale prendra fin, car  la machine mise en action à cet effet est la même qui fabrique systématiquement la  misère. Il s'agit aujourd'hui de chercher à comprendre les raisons multiples et profondes  du scandale. C'est cette recherche qui m'amène aujourd'hui à montrer combien une transformation radicale de nos modes de vie, notamment une réinvention de la pauvreté  choisie, est désormais devenue la condition sine qua non de toute lutte sérieuse contre  les nouvelles formes de production de la misère.
Ami d'Ivan Illich, il a participé à ses réflexions sur le développement.

## Œuvres
- (fr) Apprendre à être, Fayard/Unesco, 1972Écrit avec Edgar Faure etc.
- (fr) Le Nord perdu, repères pour l’après développement', Lausanne, éditions d’En-bas, 1992Écrit avec Gilbert Rist et Gustavo Esteva.
- (en) The Post-Development Reader, compiled and introduced by Majid Rahnema with Victoria Bawtree, Zed Books, 1997Écrit avec Victoria Bawtree.
- (fr) Quand la misère chasse la pauvreté, Fayard/Actes Sud, 2003
- (avec Jean Robert) (fr) La puissance des pauvres, Actes Sud, 2008
- (fr) Laissez les pauvres tranquilles, Les liens qui libèrent, 2012